# Mariano Fernández Cabarcos
Mariano Enrique Fernández Cabarcos (Ponferrada, 26 de enero de 1972) es locutor, técnico de sonido y empresario español. Es el secretario y Coordinador de Legislación de la Red de Medios Comunitarios.

## Trayectoria
Estudió Derecho en la Universidad de La Coruña, en la que se incorporó al Club de Prensa en 1994, desde donde colaboró en la publicación A Tarima. En enero de 1995 comienza a codirigir el programa A pé de campus (en gallego), en el que el 15 de marzo conoció a Tomás Legido.
Viendo que en el Campus de Ferrol existía una emisora universitaria (Radio Kaos), pensaron que la UDC debería tener una radio que diese voz a todos los estudiantes y colectivos, así que el 15 de junio de 1995 crearon el Colectivo de Universitarios Activos como Asociación Juvenil, en el que Mariano Fernández desempeña diferentes cargos. Este colectivo crearía en 1996 emisora comunitaria Cuac FM. De todos los fundadores, únicamente Tomás Legido y Mariano Fernández, siguen formando parte activa de Cuac FM.
Participó en diversos programas de Cuac FM, como Mogaespuma (con Nino García), Gold Connection (en solitario) El lado oscuro del Corazón (con Tomás Legido), Bugalú (con Tomás Legido) y desde 2003, es locutor y técnico de sonido en Alegría, (con Tomás Legido y Bea Ulalume) un magazine que informa de temas culturales, sociales y políticos, principalmente referentes a la actualidad coruñesa o gallega.
De forma simultánea a su participación en Cuac FM, tuvo secciones fijas sobre la actualidad universitaria en emisoras como Radio Voz o Radio Coruña - Cadena SER; y desde 2003 a 2009, realizó junto con Tomás Legido el programa Claves de Carral, en la emisora municipal de Carral, Carral Radio. También colaboró en la revista humorística 4 gatos.
En 1999, junto con Tomás Legido y Antón Lezcano, fundaron la empresa de gestión cultural 10D10.
Participó en diversos encuentros de medios comunitarios, participando en la creación en 2006 en la creación de la Rede Galega de Radios Libres e Comunitarias (que aún no tiene personalidad jurídica), y en 2009, de la Red de Medios Comunitarios, de Mariano Fernández sería Secretario y Coordinador de Legislación, y de la que Cuac FM se convertiría en su sede social. En este cargo se comprometió de forma activa con la problemática de los medios comunitarios, contestando a las acusaciones que desde los medios de comunicación comerciales hicieron a todas las emisoras de radio sin licencia.